# Cécke
Cécke (románul: Țețchea) falu Bihar megyében, Partiumban, Romániában, az azonos nevű község központja.

## Fekvése
A Réz-hegység alatt, a megye középső részén helyezkedik el, a Sebes-Körös bal partján, 32 km-re Nagyváradtól, és 10 Km-re Élesdtől.

## Történelem
Cécke (Czéczke) nevét 1256-ban említette először oklevél t. Czetka néven. 
1341-ben Chechke, 1483-ban Czeczk, 1808-ban Czéczke, 1913-ban Cécke néven írták.
1332–1335 között Albertus sacerdos de v.Chezke, Paulus sacerdos de v. Gezke formában a telegdi uradalom határjárásában tűnt fel mint Hontpázmány nemzetségbeli Miklós fia Lampert birtoka. 
1332-ben a pápai tizedjegyzék szerint papja 5, 1335-ben 5 garas pápai tizedet fizetett.
1341-ben egy oklevél régi kőegyházát is említette, amelyet Szent Erzsébet tiszteletére szenteltek. 
A középkorban vásáros hely volt, melynek piacán hármas kikiáltás útján idézték törvény elébe a megjelenni vonakodó peres feleket.
Az 1800-as évek elején a Beöthyek birtoka volt, a 20. század elején pedig Zathureczky Istvánnak volt itt nagyobb birtoka és csinos úrilaka.
1910-ben 611 lakosából 367 magyar, 238 román volt. Ebből 37 római katolikus, 59 református, 455 görögkeleti ortodox volt.
A trianoni békeszerződés előtt Bihar vármegye Élesdi járásához tartozott.

## Népesség
A lakosság etnikai összetétele a 2002-es népszámlálási adatok alapján:
- Románok: 577 lakos
- Romák: 237 lakos
- Magyarok: 22 lakos
- Szlovákok: 1 lakos
- Ukránok: 1 lakos

## Látnivalók
- A Sebes-Körösön lévő mesterséges tó
- Céckei kastély, ma községháza

## Gazdaság
Jelentősebb gazdasági ágazatok: mezőgazdaság, faipar, cementgyár, betonkészítés, használt gumi és kaucsuk megsemmisítése.

## Testvértelepülések
- - Hortobágy, Magyarország
- - Vartau, Svájc (a tárgyalások még folyamatban vannak)